# Biblioteca Francisco de Zabálburu
La Biblioteca Francisco de Zabálburu es una biblioteca para investigadores, que tiene su origen en la colección particular del magnate bilbaíno Francisco de Zabálburu Basabe. Se encuentra en el Palacio de Zabálburu, su antigua casa-palacio de la calle del Marqués del Duero nº 7, de Madrid, y entre sus fondos, conserva el original de la Crónica general de España (Catálogo de Crónicas Generales de España), editada por Menéndez Pidal en 1898; el Cartulario, del Monasterio de San Pedro de Cardeña (siglo X d. C.), y la última comedia escrita y autógrafa de Lope de Vega. Incluye también un importante catálogo dedicado a la cultura vasca y una gran colección de impresos del siglo XIX d. C..

## Edificio
Desde un principio el Archivo y Biblioteca del bibliófilo Zabálburu fueron instalados en un ala del palacio construido entre los años 1872-1877 por el arquitecto real José Segundo de Lema, discípulo de Viollet-le-Duc, ocupando unos solares que desde el siglo XVI d. C. fueron parte del Real Pósito de Madrid. El espacio de la biblioteca fue diseñado combinando los elementos decorativos con los funcionales y los aspectos técnicos, dedicando especial atención a la luz y la humedad (aunque dentro de los conocimientos desarrollados en interiorismo en la segunda mitad del siglo XIX d. C.). 

## Fondos
Divide y organiza sus fondos en Archivo y biblioteca propiamente dicha. El Archivo original es la suma de la colección de Juan Ignacio Miró, adquirida en 1878, y los legajos de la Casa de Altamira (depósito documental de la nobleza española desde el siglo XIV d. C.), referencia para el estudio de la Inquisición española en Toledo, con manuscritos de la correspondencia entre los Reyes Católicos y el Gran Capitán, así como bastante correspondencia autógrafa de los reyes Carlos V y Felipe II, con sus secretarios, embajadores y virreyes (conjunto documental que entró en la biblioteca en 1877. La biblioteca parte de la colección de la casa familiar de Zabálburu en Bilbao, reunida por Francisco y su hermano Mariano.